# Prima Divisione (1921/1922)
Prima Divisione 1921/1922 (z wł. Pierwsza Dywizja) – 21. edycja najwyższej w hierarchii klasy mistrzostw Włoch w piłce nożnej, organizowanych przez CCI, które odbyły się od 2 października 1921 do 18 czerwca 1922. Mistrzem został Pro Vercelli, zdobywając swój siódmy tytuł. W sezonie rozegrano dwa równoległe turnieje, w Prima Divisione organizowany przez CCI (konfederację utworzoną przez najważniejsze włoskie kluby) oraz oryginalny w Prima Categoria organizowany przez FIGC.

## Organizacja
24 lipca 1921 roku, podczas zgromadzenia na którym przedstawiono Projekt Pozzo, plan reformy mistrzostw, który przewidywał zmniejszenie mistrzostw Pierwszej Dywizji Północnej do zaledwie 24 uczestników w porównaniu z 64 uczestnikami mistrzostw sezonu 1920/21, jednak po głosowaniu plan nie został przyjęty; mniejsze kluby obawiały się, że znikną, jeśli taka obniżka zostanie wprowadzona. W proteście 24 największe włoskie kluby odłączyli się od FIGC, tworząc federację (CCI) i własne mistrzostwo Prima Divisione, znane również jako Torneo delle 24. Do konfederacji zapisało się wiele klubów, zwłaszcza ze środkowo-południowych Włoch, które do tej pory nigdy nie uczestniczyli w rozgrywkach na szczeblu federalnym. Do przejścia również skusiły obniżone składki członkowskie wymagane przez CCI, oraz oczekiwania klubów na radykalne zmiany zarówno w organizacji i zarządzaniu mistrzostw.
Liczba uczestników w turnieju północnym, zwanym Lega Nord, została zmniejszona z 64 do 24 drużyn, a w turnieju środkowo-południowym, zwanym Lega Sud, została powiększona z 24 na 34 uczestników.
Kluby z Lega Nord podzielono na dwie grupy. Następnie zwycięzcy walczyli w dwumeczu finałowym o tytuł mistrza Lega Nord.
W równoległym turnieju Lega Sud najpierw zostały wyłonione najlepsze drużyny z regionów Apulia, Kampania, Lacjum, Marche i Sycylia, które awansowały do rundy finałowej. Zwycięzcy półfinałów potem walczyli o tytuł mistrza Lega Sud.
W finale narodowym (wł. Finalissima) mistrz Lega Nord grał z mistrzem Lega Sud o mistrzostwo Włoch (CCI).

## Kluby startujące w sezonie

### Lega Nord
Grupa A
| Klub         | Miasto    | Stadion                                       |
| ------------ | --------- | --------------------------------------------- |
| Andrea Doria | Genua     | Campo sportivo della Cajenna                  |
| Bologna      | Bolonia   | Stadio Sterlino                               |
| Juventus     | Turyn     | Stadio di Corso Sebastopoli                   |
| Livorno      | Livorno   | Campo di Villa Chayes                         |
| Mantova      | Mantua    | Campo dell’Ippodromo Te                       |
| Milan        | Mediolan  | Campo di Viale Lombardia                      |
| Milanese     | Mediolan  | Velodromo Sempione, Campo USM di via Borsieri |
| Novara       | Novara    | Campo di via Lombroso                         |
| Pro Vercelli | Vercelli  | Campo del Foro Boario                         |
| Spezia       | La Spezia | Campo Sportivo Municipale                     |
| Verona       | Werona    | Stadio Marcantonio Bentegodi                  |
| Vicenza      | Vicenza   | Campo di Borgo Casale                         |

Grupa B
| Klub           | Miasto            | Stadion                   |
| -------------- | ----------------- | ------------------------- |
| Alessandria    | Alessandria       | Campo degli Orti          |
| Brescia        | Brescia           | Campo di via Lombroso     |
| Casale         | Casale Monferrato | Stadio Natale Palli       |
| Genoa          | Genua             | Stadio Marassi            |
| Internazionale | Mediolan          | Campo di via Goldoni      |
| Legnano        | Legnano           | Stadio Comunale           |
| Modena         | Modena            | Campo di Viale Fontanelli |
| Padova         | Padwa             | Stadium                   |
| Pisa           | Piza              | Arena Garibaldi           |
| Savona         | Savona            | Campo di via Frugoni      |
| Torino         | Turyn             | Campo Stradale Stupinigi  |
| Venezia        | Wenecja           | Campo di Sant’Elena       |

### Lega Sud
Apulia
| Klub               | Miasto  | Stadion                  |
| ------------------ | ------- | ------------------------ |
| Audace Taranto     | Taranto | Campo del Regio Arsenale |
| Liberty Bari       | Bari    | Campo San Lorenzo        |
| Pro Italia Taranto | Taranto | Campo del Regio Arsenale |
| Veloce Taranto     | Taranto | Campo del Regio Arsenale |

Kampania
| Klub                  | Miasto                  | Stadion                                                    |
| --------------------- | ----------------------- | ---------------------------------------------------------- |
| Bagnolese             | Bagnoli, Neapol         | Campo Ilva Bagnoli                                         |
| Internazionale Napoli | Neapol                  | Campo delle Terme di Agnano                                |
| Naples                | Neapol                  | Poligono di tiro a segno nazionale „Vittorio Emanuele III” |
| Puteolana             | Pozzuoli                | Campo Armstrong                                            |
| Salernitana           | Salerno                 | Campo di Piazza d’Armi                                     |
| Savoia                | Torre Annunziata        | Campo Oncino                                               |
| Stabia                | Castellammare di Stabia | Campo di via Gragnano                                      |

Lacjum
| Klub           | Miasto | Stadion                    |
| -------------- | ------ | -------------------------- |
| Alba Roma      | Rzym   |                            |
| Audace Roma    | Rzym   | Velodromo Salario          |
| Fortitudo      | Rzym   | Campo „Madonna del Riposo” |
| Juventus Audax | Rzym   | Campo della Farnesina      |
| Lazio          | Rzym   | Stadio della Rondinella    |
| Pro Roma       | Rzym   | Campo della Piramide       |
| Roman          | Rzym   | Campo di Due Pini          |
| Romana         | Rzym   | Campo dell’Olmo            |
| Tiberis        | Rzym   |                            |
| Tivoli         | Tivoli |                            |
| Vittoria Roma  | Rzym   | Trastevere Stadium         |

Marche
| Klub             | Miasto     | Stadion |
| ---------------- | ---------- | ------- |
| Anconitana       | Ankona     |         |
| Folgore          | Ankona     |         |
| Macerata         | Macerata   |         |
| Helvia Recina    | Macerata   |         |
| Vigor Senigallia | Senigallia |         |
| Virtus Macerata  | Macerata   |         |

Sycylia
| Klub             | Miasto  | Stadion            |
| ---------------- | ------- | ------------------ |
| Libertas Palermo | Palermo | Campo Ranzano      |
| Messina          | Mesyna  | Stadio Enzo Geraci |
| Messinese        | Mesyna  |                    |
| Palermo          | Palermo | Stadio Ranchibile  |
| Umberto I        | Mesyna  | Stadio Enzo Geraci |
| Vigor Trapani    | Trapani | Campo degli Spalti |

## Lega Nord

### Grupa A

#### Tabela
|     | Klub         | LM | Z  | R | P  | GZ | GS | +/− | Pkt. | Uwagi                       |
| --- | ------------ | -- | -- | - | -- | -- | -- | --- | ---- | --------------------------- |
| 1.  | Pro Vercelli | 22 | 17 | 2 | 3  | 61 | 14 | +47 | 36   | Kwalifikacja                |
| 2.  | Novara       | 22 | 12 | 6 | 4  | 47 | 19 | +28 | 32   |                             |
| 3.  | Bologna      | 22 | 11 | 5 | 6  | 44 | 22 | +22 | 27   |                             |
| 4.  | Mantova      | 22 | 11 | 2 | 9  | 40 | 34 | +6  | 24   |                             |
| 5.  | Andrea Doria | 22 | 11 | 1 | 10 | 36 | 32 | +4  | 23   |                             |
| 6.  | Juventus     | 22 | 7  | 8 | 7  | 27 | 32 | -5  | 22   |                             |
| 6.  | Verona       | 22 | 10 | 2 | 10 | 29 | 36 | -7  | 22   |                             |
| 8.  | Milanese     | 22 | 6  | 8 | 8  | 24 | 29 | -5  | 20   |                             |
| 9.  | Milan        | 22 | 7  | 4 | 11 | 29 | 36 | -7  | 18   |                             |
| 10. | Livorno      | 22 | 8  | 3 | 11 | 23 | 42 | -18 | 17   | Wygrał baraż o utrzymanie   |
| 11. | Spezia       | 22 | 5  | 6 | 11 | 21 | 31 | -10 | 16   | Wygrał baraż o utrzymanie   |
| 12. | Vicenza      | 22 | 2  | 3 | 17 | 18 | 73 | -55 | 7    | Przegrał baraż o utrzymanie |

#### Wyniki
| Gospodarz \ Gość | ADO | BOL | HEL | JUV | LIV | MAN | MIL | NOV | PRO | SPE | USM | VIC  |
| ---------------- | --- | --- | --- | --- | --- | --- | --- | --- | --- | --- | --- | ---- |
| Andrea Doria     | —   | 1:2 | 5:2 | 6:2 | 3:1 | 4:2 | 1:2 | 1:2 | 1:0 | 1:0 | 1:0 | 3:0  |
| Bologna          | 0:1 | —   | 4:1 | 1:1 | 5:0 | 2:0 | 4:0 | 2:1 | 2:1 | 2:0 | 1:1 | 11:1 |
| Verona           | 2:0 | 0:2 | —   | 1:2 | 3:0 | 2:1 | 2:1 | 0:4 | 0:1 | 3:2 | 2:1 | 3:1  |
| Juventus         | 2:0 | 1:1 | 2:0 | —   | 3:1 | 1:2 | 0:0 | 0:1 | 1:7 | 2:2 | 1:2 | 1:0  |
| Livorno          | 3:1 | 2:0 | 1:0 | 0:0 | —   | 1:5 | 3:2 | 0:2 | 1:2 | 0:0 | 1:1 | 2:1  |
| Mantova          | 1:0 | 1:0 | 3:0 | 0:1 | 2:1 | —   | 2:1 | 2:2 | 1:2 | 4:0 | 0:2 | 6:2  |
| Milan            | 0:0 | 2:1 | 0:1 | 1:3 | 1:2 | 2:2 | —   | 0:5 | 1:0 | 0:1 | 2:0 | 7:0  |
| Novara           | 4:0 | 1:1 | 2:2 | 2:1 | 1:0 | 3:1 | 3:2 | —   | 0:1 | 1:0 | 1:1 | 4:2  |
| Pro Vercelli     | 3:0 | 4:0 | 3:2 | 1:1 | 5:1 | 5:0 | 5:0 | 1:0 | —   | 1:0 | 3:0 | 10:0 |
| Spezia           | 2:0 | 1:0 | 1:2 | 1:1 | 1:0 | 3:2 | 1:2 | 0:0 | 1:3 | —   | 1:1 | 1:2  |
| Milanese         | 2:4 | 1:1 | 0:0 | 2:0 | 2:1 | 0:2 | 0:0 | 2:2 | 1:2 | 2:1 | —   | 2:1  |
| Vicenza          | 0:3 | 1:2 | 0:1 | 1:1 | 1:2 | 0:1 | 0:3 | 0:6 | 1:1 | 2:2 | 2:1 | —    |

### Grupa B

#### Tabela
|     | Klub           | LM | Z  | R  | P  | GZ | GS | +/− | Pkt. | Uwagi                       |
| --- | -------------- | -- | -- | -- | -- | -- | -- | --- | ---- | --------------------------- |
| 1.  | Genoa          | 22 | 16 | 5  | 1  | 61 | 13 | +48 | 37   | Kwalifikacja                |
| 2.  | Alessandria    | 22 | 9  | 10 | 3  | 41 | 24 | +17 | 28   |                             |
| 3.  | Pisa           | 22 | 12 | 3  | 7  | 53 | 28 | +27 | 27   |                             |
| 4.  | Modena         | 22 | 12 | 2  | 8  | 34 | 33 | +1  | 26   |                             |
| 5.  | Padova         | 22 | 10 | 3  | 9  | 30 | 36 | -6  | 23   |                             |
| 6.  | Casale         | 22 | 7  | 6  | 9  | 33 | 27 | +6  | 20   |                             |
| 6.  | Legnano        | 22 | 7  | 6  | 9  | 28 | 29 | -1  | 20   |                             |
| 6.  | Savona         | 22 | 9  | 2  | 11 | 28 | 33 | -5  | 20   |                             |
| 6.  | Torino         | 22 | 6  | 8  | 8  | 21 | 29 | -8  | 20   |                             |
| 10. | Venezia        | 22 | 7  | 3  | 12 | 19 | 45 | -36 | 17   | Przegrał baraż o utrzymanie |
| 11. | Brescia        | 22 | 6  | 3  | 13 | 19 | 33 | -14 | 15   | Wygrał baraż o utrzymanie   |
| 12. | Internazionale | 22 | 3  | 5  | 14 | 29 | 66 | -37 | 11   | Wygrał baraż o utrzymanie   |

#### Wyniki
| Gospodarz \ Gość | ALE | BRE | CAS | GEN | INT | LEG | MOD | PAD | PIS | SAV | TOR | VEN |
| ---------------- | --- | --- | --- | --- | --- | --- | --- | --- | --- | --- | --- | --- |
| Alessandria      | —   | 2:2 | 1:1 | 1:1 | 5:0 | 3:1 | 1:0 | 3:1 | 3:0 | 3:0 | 2:0 | 5:2 |
| Brescia          | 0:1 | —   | 4:0 | 0:1 | 3:1 | 1:1 | 1:0 | 1:0 | 0:2 | 3:0 | 1:0 | 0:3 |
| Casale           | 0:0 | 4:0 | —   | 3:2 | 7:0 | 0:1 | 6:0 | 0:1 | 0:0 | 2:1 | 1:1 | 3:0 |
| Genoa            | 2:2 | 1:0 | 5:0 | —   | 2:0 | 2:0 | 7:0 | 7:1 | 2:0 | 2:0 | 2:0 | 7:0 |
| Internazionale   | 2:2 | 4:3 | 1:3 | 1:4 | —   | 2:2 | 1:2 | 3:4 | 2:2 | 2:0 | 0:1 | 2:0 |
| Legnano          | 0:0 | 0:0 | 1:0 | 1:3 | 6:0 | —   | 0:0 | 3:1 | 4:2 | 2:1 | 1:1 | 3:0 |
| Modena           | 2:0 | 1:0 | 2:1 | 1:1 | 5:1 | 2:0 | —   | 2:1 | 2:1 | 2:0 | 3:0 | 4:1 |
| Padova           | 3:1 | 2:0 | 1:1 | 0:1 | 2:2 | 2:1 | 2:1 | —   | 2:1 | 3:1 | 1:1 | 1:0 |
| Pisa             | 3:2 | 5:0 | 2:0 | 1:1 | 7:2 | 4:0 | 4:1 | 3:1 | —   | 4:0 | 4:1 | 5:0 |
| Savona           | 1:1 | 2:0 | 2:0 | 1:1 | 3:1 | 2:1 | 2:0 | 2:0 | 3:1 | —   | 3:1 | 3:0 |
| Torino           | 1:1 | 1:0 | 1:1 | 0:2 | 2:2 | 2:0 | 3:2 | 2:0 | 0:2 | 2:0 | —   | 1:1 |
| Venezia          | 2:2 | 2:0 | 1:0 | 1:5 | 1:0 | 1:0 | 0:2 | 0:1 | 2:0 | 2:1 | 0:0 | —   |

### Finały
7 maja 1922, Vercelli.
Pro Vercelli – Genoa 0:0
14 maja 1922, Genua.
Genoa – Pro Vercelli 1:2

## Lega Sud

### Preeliminacje

#### Apulia

##### Tabela
|    | Klub            | LM | Z | R | P | GZ | GS | +/− | Pkt. | Uwagi        |
| -- | --------------- | -- | - | - | - | -- | -- | --- | ---- | ------------ |
| 1. | Veloce Taranto  | 3  | 3 | 0 | 0 |    |    |     | 6    | Kwalifikacja |
| 2. | Enotria Taranto | 3  | 2 | 0 | 1 |    |    |     | 4    |              |
| 3. | Garibaldino     | 3  | 1 | 0 | 2 |    |    |     | 2    |              |
| 4. | Libertas        | 3  | 0 | 0 | 3 |    |    |     | 0    |              |

#### Kampania
16 października 1921, Nocera Inferiore.
Nocerina – Cavese 3:1
23 października 1921, Cava de’ Tirreni.
Cavese – Nocerina 2:2
Nocerina również powinna otrzymać promocję do Prima Divisione, ale została wykluczona na kilka dni przed rozpoczęciem mistrzostw, ponieważ nie grała w poprzednim roku w mistrzostwach Promozione.

### Kwalifikacje

#### Apulia

##### Tabela
|    | Klub               | LM | Z | R | P | GZ | GS | +/− | Pkt. | Uwagi        |
| -- | ------------------ | -- | - | - | - | -- | -- | --- | ---- | ------------ |
| 1. | Audace Taranto     | 6  | 4 | 1 | 1 | 16 | 7  | +9  | 9    | Kwalifikacja |
| 2. | Pro Italia Taranto | 6  | 3 | 2 | 1 | 11 | 6  | +5  | 8    |              |
| 3. | Liberty Bari       | 6  | 2 | 2 | 2 | 13 | 8  | +5  | 6    |              |
| 4. | Veloce Taranto     | 6  | 0 | 1 | 5 | 1  | 20 | -19 | 1    |              |

##### Wyniki
| Gospodarz \ Gość   | AUD | LIB | PRO | VEL |
| ------------------ | --- | --- | --- | --- |
| Audace Taranto     | —   | 3:1 | 2:1 | 4:1 |
| Liberty Bari       | 2:0 | —   | 1:1 | 8:0 |
| Pro Italia Taranto | 2:2 | 4:1 | —   | 1:0 |
| Veloce Taranto     | 0:5 | 0:0 | 0:2 | —   |

#### Kampania

##### Tabela
|    | Klub                  | LM | Z  | R | P  | GZ | GS | +/− | Pkt. | Uwagi        |
| -- | --------------------- | -- | -- | - | -- | -- | -- | --- | ---- | ------------ |
| 1. | Puteolana             | 12 | 12 | 0 | 0  | 34 | 3  | +31 | 24   | Kwalifikacja |
| 2. | Savoia                | 12 | 9  | 0 | 3  | 40 | 14 | +26 | 18   |              |
| 3. | Internazionale Napoli | 12 | 5  | 2 | 5  | 13 | 16 | -3  | 12   |              |
| 4. | Naples                | 12 | 5  | 1 | 6  | 15 | 23 | -8  | 11   |              |
| 5. | Bagnolese             | 12 | 3  | 4 | 5  | 13 | 24 | -11 | 10   |              |
| 6. | Stabia                | 12 | 4  | 1 | 7  | 14 | 24 | -10 | 9    |              |
| 7. | Salernitana           | 12 | 0  | 0 | 12 | 4  | 29 | -25 | 0    |              |

##### Wyniki
| Gospodarz \ Gość      | BAG | INT | NAP | PUT | SAL | SAV | STA |
| --------------------- | --- | --- | --- | --- | --- | --- | --- |
| Bagnolese             | —   | 1:1 | 0:0 | 0:3 | 2:1 | 0:8 | 1:1 |
| Internazionale Napoli | 0:0 | —   | 1:0 | 0:3 | 2:0 | 2:0 | 2:0 |
| Naples                | 0:2 | 4:1 | —   | 0:4 | 2:0 | 1:4 | 2:1 |
| Puteolana             | 4:0 | 1:0 | 3:1 | —   | 2:0 | 5:1 | 3:0 |
| Salernitana           | 0:3 | 1:3 | 1:2 | 0:2 | —   | 0:2 | 0:4 |
| Savoia                | 3:2 | 5:1 | 5:1 | 0:1 | 3:1 | —   | 6:0 |
| Stabia                | 3:2 | 1:0 | 1:2 | 1:3 | 2:0 | 0:3 | —   |

#### Lacjum

##### Tabela
|     | Klub           | LM | Z  | R | P  | GZ | GS | +/− | Pkt. | Uwagi        |
| --- | -------------- | -- | -- | - | -- | -- | -- | --- | ---- | ------------ |
| 1.  | Fortitudo      | 16 | 13 | 2 | 1  | 35 | 10 | +25 | 28   | Kwalifikacja |
| 2.  | Alba Roma      | 16 | 11 | 2 | 3  | 38 | 13 | +25 | 24   |              |
| 3.  | Juventus Audax | 16 | 8  | 4 | 4  | 45 | 26 | +19 | 20   |              |
| 3.  | Lazio          | 16 | 8  | 4 | 4  | 37 | 22 | +15 | 20   |              |
| 5.  | Romana         | 16 | 5  | 4 | 7  | 24 | 29 | -5  | 14   |              |
| 6.  | Audace Roma    | 16 | 4  | 4 | 8  | 32 | 42 | -10 | 12   |              |
| 6.  | Roman          | 16 | 4  | 4 | 8  | 24 | 39 | -15 | 12   |              |
| 8.  | Pro Roma       | 16 | 2  | 4 | 10 | 15 | 37 | -22 | 8    |              |
| 9.  | Tivoli         | 16 | 2  | 2 | 12 | 20 | 52 | -32 | 6    |              |
| --. | Tiberis        | –  | –  | – | –  | –  | –  | –   | –    |              |
| --. | Vittoria Roma  | –  | –  | – | –  | –  | –  | –   | –    |              |

##### Wyniki
| Gospodarz \ Gość | ALB | AUD | FOR | JUV | LAZ | PRO | ROM | TIV | USR |
| ---------------- | --- | --- | --- | --- | --- | --- | --- | --- | --- |
| Alba Roma        | —   | 7:2 | 0:1 | 6:0 | 1:0 | 2:0 | 3:0 | 2:0 | 4:1 |
| Audace Roma      | 1:3 | —   | 1:3 | 2:4 | 2:2 | 4:0 | 5:1 | 6:0 | 3:9 |
| Fortitudo        | 1:0 | 4:0 | —   | 3:0 | 2:1 | 3:0 | 3:1 | 3:0 | 1:1 |
| Juventus Audax   | 0:0 | 2:2 | 0:2 | —   | 1:2 | 3:1 | 8:2 | 7:1 | 0:0 |
| Lazio            | 5:2 | 2:3 | 5:2 | 1:1 | —   | 6:1 | 1:0 | 1:1 | 3:2 |
| Pro Roma         | 1:1 | 1:1 | 0:2 | 0:3 | 0:3 | —   | 2:1 | 4:1 | 1:1 |
| Roman            | 1:3 | 0:0 | 1:1 | 2:3 | 1:1 | 2:1 | —   | 3:1 | 1:1 |
| Tivoli           | 0:2 | 3:0 | 0:1 | 2:9 | 1:3 | 3:3 | 4:5 | —   | 0:2 |
| Romana           | 0:2 | 1:0 | 0:3 | 0:4 | 2:1 | 1:0 | 2:3 | 1:3 | —   |

#### Baraż o utrzymanie
2 lipca 1922. Rzym
Roman – Audace Roma 2:1

#### Marche

##### Grupa A

###### Tabela
|    | Klub            | LM | Z | R | P | GZ | GS | +/− | Pkt. | Uwagi        |
| -- | --------------- | -- | - | - | - | -- | -- | --- | ---- | ------------ |
| 1. | Helvia Recina   | 4  | 4 | 0 | 0 | 11 | 5  | +6  | 8    | Kwalifikacja |
| 2. | Macerata        | 4  | 2 | 0 | 2 | 9  | 5  | +4  | 4    | Kwalifikacja |
| 3. | Virtus Macerata | 4  | 0 | 0 | 4 | 2  | 12 | -10 | 0    |              |

###### Wyniki
| Gospodarz \ Gość | HEL | MAC | VIR |
| ---------------- | --- | --- | --- |
| Helvia Recina    | —   | 2:1 | 4:2 |
| Macerata         | 2:3 | —   | 4:0 |
| Virtus Macerata  | 0:2 | 0:2 | —   |

##### Grupa B

###### Tabela
|    | Klub             | LM | Z | R | P | GZ | GS | +/− | Pkt. | Uwagi        |
| -- | ---------------- | -- | - | - | - | -- | -- | --- | ---- | ------------ |
| 1. | Anconitana       | 4  | 4 | 0 | 0 | 18 | 2  | +16 | 8    | Kwalifikacja |
| 2. | Vigor Senigallia | 4  | 2 | 0 | 2 | 4  | 8  | -4  | 4    | Kwalifikacja |
| 3. | Folgore          | 4  | 0 | 0 | 4 | 4  | 16 | -12 | 0    |              |

###### Wyniki
| Gospodarz \ Gość | ANC | FOL | VIG |
| ---------------- | --- | --- | --- |
| Anconitana       | —   | 5:0 | 5:0 |
| Folgore          | 2:7 | —   | 1:2 |
| Vigor Senigallia | 0:1 | 2:1 | —   |

##### Runda finałowa

###### Tabela
|    | Klub             | LM | Z | R | P | GZ | GS | +/− | Pkt. | Uwagi        |
| -- | ---------------- | -- | - | - | - | -- | -- | --- | ---- | ------------ |
| 1. | Anconitana       | 4  | 4 | 0 | 0 | 18 | 2  | +16 | 12   | Kwalifikacja |
| 2. | Vigor Senigallia | 4  | 3 | 1 | 0 | 13 | 6  | +7  | 7    |              |
| 3. | Helvia Recina    | 4  | 0 | 0 | 4 | 3  | 10 | -7  | 4    |              |
| 4. | Macerata         | 4  | 0 | 1 | 3 | 6  | 16 | -10 | 1    |              |

###### Wyniki
| Gospodarz \ Gość | ANC | HEL | MAC | VIG |
| ---------------- | --- | --- | --- | --- |
| Anconitana       | —   | 2:0 | 5:0 | –   |
| Helvia Recina    | 1:2 | —   | –   | 1:2 |
| Macerata         | 2:4 | –   | —   | 2:5 |
| Vigor Senigallia | –   | 4:1 | 2:2 | —   |

#### Sycylia

##### Tabela
|     | Klub             | LM | Z | R | P | GZ | GS | +/− | Pkt. | Uwagi        |
| --- | ---------------- | -- | - | - | - | -- | -- | --- | ---- | ------------ |
| 1.  | Palermo          | 8  | 8 | 0 | 0 | 33 | 5  | +28 | 16   | Kwalifikacja |
| 2.  | Messinese        | 8  | 3 | 2 | 3 | 24 | 14 | +10 | 8    |              |
| 3.  | Messina          | 8  | 1 | 3 | 4 | 17 | 23 | -6  | 5    |              |
| 3.  | Umberto I        | 8  | 1 | 3 | 4 | 8  | 23 | -15 | 5    |              |
| --. | Libertas Palermo | –  | – | – | – | –  | –  | –   | –    |              |
| --. | Vigor Trapani    | –  | – | – | – | –  | –  | –   | –    |              |

##### Wyniki
| Gospodarz \ Gość | LIB | MES | PAL | SCM | UMB | VIG  |
| ---------------- | --- | --- | --- | --- | --- | ---- |
| Libertas Palermo | —   | 3:1 | 0:2 | 0:2 | 2:1 | 2:0  |
| Messinese        | 2:4 | —   | 1:2 | 7:3 | 9:0 | 2:0  |
| Palermo          | 2:0 | 2:0 | —   | 4:1 | 5:0 | 12:0 |
| Messina          | 2:4 | 2:2 | 2:3 | —   | 0:0 | 2:0  |
| Umberto I        | 2:0 | 2:2 | 1:3 | 2:0 | —   | 2:0  |
| Vigor Trapani    | 2:3 | 1:5 | 0:2 | 0:2 | 0:2 | —    |

### Finały

#### Pierwsza runda
14 maja 1922, Rzym.
Puteolana – Anconitana 3:0
21 maja 1922, Torre Annunziata.
Audace Taranto – Palermo 1:0

#### Półfinał
14 maja 1922, Rzym.
Fortitudo – Audace Taranto 4:1

#### Finał
4 czerwca 1922, Rzym.
Fortitudo – Puteolana 2:0

## Finał
11 czerwca 1922, Rzym
Fortitudo – Pro Vercelli 0:3
18 czerwca 1922, Vercelli
Pro Vercelli – Fortitudo 5:2
Skład mistrzów: Mario Curti, Virginio Rosetta, Piero Bossola (IV), Remigio Milano (IV), Giuseppe Parodi, Antonio Perino, Ugo Ceria, Mario Ardissone (II), Arturo Gay (I), Alessandro Rampini (II), Francesco Borello.